# Что такое? Кто такой?
«Что такое? Кто такой?» — универсальная энциклопедия в двух (позже — в трёх) томах, предназначенная для детей.
Выпускалась издательством «Просвещение», позже — «Педагогика» и «Педагогика-пресс». Разбивалась на тома по алфавиту. В общей сложности энциклопедия выдержала четыре переиздания.
В 2006—2007 под этим же названием были выпущены энциклопедии других авторов.

## История
Первое издание было выпущено издательством «Просвещение» в 1968 году и состояло из двух томов: от «А» до «М» и от «Н» до «Я».
Второе издание выпускалось издательством «Педагогика» с 1975 по 1978 год и состояло из трёх томов. Организатором издания выступил А. И. Маркушевич, уже являвшийся главным редактором двухтомника. Автором предисловия выступил писатель Л. А. Кассиль, являвшийся одним из вдохновителей издания, который писал для юных читателей: «вам будет полезно и интересно узнать из наших трёх томов ответы на тысячу важных вопросов, понять смысл и значение тысячи слов, с которыми вы встречаетесь дома, на улице, в школе, в книгах». В 1985 году в «Альманахе библиофила» отмечалось, что подготовка очередного издания была предпринята в связи с тем, что двухтомник «Что такое? Кто такой?» и уже выдержавшая два издания «Детская энциклопедия» были не способны удовлетворить читательский спрос на энциклопедические справочные издания. Тогда же журнал «Воспитание школьников» писал, что в союзных республиках осуществляется перевод на армянский, казахский и молдавский языки, а также за рубежом — на греческий, словацкий и чешский.
Третье (ISBN 5-7155-0123-7) издание было выпущено уже в России с 1992 по 1994 год издательством «Педагогика-пресс» и также состояло из трёх томов; его тираж составил 910 тысяч экземпляров.
Четвёртое, переработанное и дополненное издание в 1994, 1995, 1996, 1997 и 1998 году издательством «Педагогика-пресс» и также состояло из трёх томов.

### Издания
Первое
Редакционная коллегия: Б. Л. Бараш (заместитель главного редактора), А. Д. Гончаров, А. А. Дорохов, Б. И. Камир, Л. А. Кассиль, И. В. Латышев (заместитель главного редактора), А. И. Маркушевич (главный редактор), Н. С. Панов, Л. Э. Разгон, И. М. Терехов, Д. Б. Эльконин.
Редакторы-составители: Л. П. Печко, В. И. Рубин.
Авторы: Ю. А. Айхенвальд, Б. А. Александров, В. П. Андрианов, А. И. Аренштейн, К. Арон, А. М. Арго, С. А. Арутюнов, И. Белаковский, Г. Белова, Е. Борисов, Г. А. Боровик, Б. И. Бродский, Ю. В. Букин, Н. А. Виноградова, А. В. Владимиров, Б. Г. Володин, О. А. Воробьёва, Л. Я. Гальперштейн, Г. Е. Ганейзер, Н. В. Генина, А. И. Гессен, С. М. Голицын, Н. Е. Горбаневская, Н. Гордеев, Г. П. Гроденский, А. В. Гулыга, М. В. Гумилёвская, Е. Е. Дарьер, Е. Л. Даттель, В. Е. Демидов, Ю. Д. Дмитриев, Н. Г. Долинина, А. А. Дорохов, Е. Я. Драбкина, Ю. В. Дубровкина, Е. В. Дубровский, Л. А. Ельницкий, А. С. Жукова, М. А. Заборов, Н. Заборский, А. С. Завадье, И. Земская, Н. Извекова, К. А. Икрамов, Б. Н. Камов, Р. Е. Канделаки, Т. П. Каптерева, , Л. А. Кассиль, В. Б. Кобрин, Р. Ковалевская, А. Комарова, А. Латышев, Е. Лебедева, А. Д. Левин, Ю. И. Левин, Е. Левит, Р. А. Левитан, В. А. Лёвшин, Т. Литвинова, С. Л. Львов, С. Львова, Л. Ф. Майорова, В. Н. Максимов, Н. Б. Медведева, В. А. Мезенцев, Э. А. Микаэлян, А. В. Митяев, Е. А. Мнацаканова, С. А. Могилевская, Б. Ю. Мурин, Ф. Наумов, Р. М. Озерская, В. Н. Осокин, З. Палюх, Д. В. Панфилов, В. Пасенчук, О. Н. Писаржевский, К. К. Платонов, Р. Г. Подольный, В. И. Попов, М. И. Поступальская, М. М. Прицкер, И. Е. Прусс, И. И. Пятнова, Л. Э. Разгон, Н. Е. Раковская, Н. И. Рогожина, В. П. Россихина, Д. Рыжков, Б. М. Сарнов, Я. М. Свет, А. А. Светов, Т. Свидченко, И. В. Седых, Н. Сизова, Б. Г. Столповский, Ю. П. Тимофеев, В. О. Топорков, В. С. Турбин, Л. В. Успенский, С. И. Успенский, Я. Хромченко, Е. Цыкин, Р. Шавердова, А. Б. Шапиро, Ю. Е. Шмушкис, И. Б. Шустова, Л. М. Эйдельс, О. Б. Юринина, Г. Юрмин, В. Я. Якобсон, Ю. В. Яковлев.
Второе
Главная редакция Детской энциклопедии: И. И. Артоболевский, А. Г. Банников, Д. Д. Благой, Р. Д. Брусничкина, П. Ф. Буцкус, И. Е. Ворожейкин, Б. А. Воронцов-Вельяминов, П. А. Генкель, С. А. Герасимов, А. Д. Гончаров, Г. П. Горшков, А. И. Данилов, Г. Н. Джибладзе, Н. Г. Долинина, Н. П. Дубинин, К. А. Иванович, А. Э. Измайлов, Д. Б. Кабалевский, Б. М. Кедров, М. П. Ким, Н. П. Кузин, А. М. Кузовников, А. Н. Леонтьев, А. Р. Лурия, С. В. Михалков, М. В. Нечкина, Ф. Г. Паначин, И. В. Петрянов, В. А. Разумный, А. И. Соловьёв, Л. И. Тимофеев, С. Л. Тихвинский, Е. М. Тяжельников, Т. С. Хачатуров, Н. А. Цаголов, М. И. Царёв, В. И. Чепелев.
Редакционная коллегия: А. А. Дорохов, Т. А. Куценко, С. В. Михалков, В. И. Назаров, Л. Э. Разгон, В. А. Разумный.
Авторы: Г. В. Абрамян, Ю. А. Айхенвальд, Л. А. Аксёнова, А. Д. Алёхин, И. Л. Андроников, А. В. Антипова, А. И. Аренштейн, К. Д. Арон, Ф. Н. Арский, С. А. Арутюнов, В. В. Архангельский, А. М. Барсук, Е. И. Белёв, Г. И. Белов, М. Т. Белявский, В. Н. Березина, Р. С. Берлянт, С. И. Богатырёва, Е. Б. Борисов, Г. А. Боровик, А. М. Бородовский, Э. В. Бочарникова, Б. И. Бродский, Ю. Н. Букин, Е. А. Быков, С. И. Вербицкий, Н. В. Вершинский, В. П. Вилкова, Н. А. Виноградова, А. В. Владимиров, А. А. Волков, А. М. Волков, Б. Г. Володин, 3. И. Воскресенская, Е. Я. Габович, О. С. Газман, Л. Я. Гальперштейн, Г. Е. Ганейзер, Н. В. Генина, С. А. Герасимов, С. А. Глушков, С. М. Голицын, Т. С. Голубева, А. Д. Гончаров, В. Б. Городецкий, А. Л. Грибанов, А. И. Гулыга, Е. И. Гульянц, М. В. Гумилёвская, А. Ф. Гюмреци, Г. Б. Давыдов, Е. Е. Дарьер, Е. Л. Даттель, В. Е. Демидов, А. Ф. Дёмин, А. Б. Дитмар, Н. А. Длин, Ю. Д. Дмитриев, Л. Н. Добровольский, А. Доброхотов, Ю. А. Долматовский, А. А. Дорохов, Н. Н. Дроздов, Е. В. Дубровский, Г. Л. Еленский, А. С. Жукова, В. А. Журавлёв, М. А. Заборов, И. М. Земская, Ф. Ю. Зигель, А. П. Зиновьев, Б. В. Зубков, И. И. Ивич, О. К. Игнатьев, Н. А. Извекова, Л. И. Иовлева, А. А. Исаев, А. Н. Кабанов, А. И. Калошин, Н. С. Каменская, Р. Е. Канделаки, Т. П. Каптерева, Л. А. Кассиль, З. И. Кирнозе, В. С. Киселёв, Н. Н. Киселёв, Ю. М. Кобищанов, В. Б. Кобрин, М. Н. Ковалёва, П. Т. Коломиец, А. Н. Комаров, Н. П. Кончаловская, Е. И. Коренева, Д. Н. Костинский, М. М. Коченов, Б. И. Краснобаев, М. В. Кремнёв, А. Ю. Кривицкий, В. Н. Кудин, В. И. Кузищин, Л. Г. Ларионов, А. Д. Левин, Ю. И. Левин, Р. А. Левитан, В. А. Лёвшин, К. П. Лукьянов, А. А. Лукьянова, А. Р. Лурия, Б. Н. Львов, С. Л. Львов, Е. Л. Львова, Б. Н. Любимов, П. Н. Людсков, Н. А. Майкова, В. П. Максаковский, В. Н. Максимов, Н. А. Максимов, Я. А. Марголин, А. И. Маркушевич, Б. М. Марьянов, В. Ф. Матвеев, Я. Г. Машбиц, Н. Б. Медведева, Д. Н. Медриш, В. А. Мезенцев, Э. А. Микаэлян, Н. Н. Митрофанов, А. В. Митяев, С. А. Могилевская, Л. И. Молодцова, В. Г. Морев, Б. Ю. Мурин, М. М. Мухтасипов, Н. А. Надеждина, В. С. Непомнящий, И. А. Никитина, В. Р. Николаев, В. Д. Новиков, Н. Ф. Новокшонов, И. В. Образцов, С. В. Образцов, Р. М. Озерская, А. С. Онегов, В. И. Осипенков, В. Н. Осокин, Н. Н. Офитов, Д. В. Панфилов, В. К. Пархоменко, К. Г. Паустовский, В. Г. Печников, К. К. Платонов, Р. Г. Подольный, Э. А. Полоцкая, В. И. Попов, М. И. Поступальская, В. Д. Прибегина, М. М. Прицкер, В. Д. Пришвина, А. Л. Пухов, И. И. Пятнова, Л. Э. Разгон, Н. Е. Раковская, В. Р. Раннев, Д. Г. Редер, Н. И. Рогожина, Л. И. Романова, А. Б. Рошаль, Б. М. Сарнов, А. М. Сахаров, А. А. Светов, А. Б. Свирин, И. В. Седых, С. Д. Сказкин, Н. П. Смирнов, Е. С. Смирнов, С. Л. Соболь, О. И. Сопоцинский, Б. П. Супрунович, К. В. Тарасова, Е. А. Таратута, В. А. Терещенко, Ю. П. Тимофеев, М. Е. Трегубенко, Д. Н. Трифонов, В. О. Топорков, А. Уральский, Л. В. Успенский, С. И. Успенский, Н. С. Фалькович, В. К. Федоринов, Н. П. Фетинов, А. С. Фёдоров, Е. В. Фомин, С. А. Фурин, Т. С. Хачатуров, С. Г. Хлавна, Е. М. Царёва, Ю. К. Ценин, Е. Н. Цыкин, А. И. Черский, Л. А. Чульский, Л. Н. Шапкин, А. А. Шибанова, В. Н. Шилов, Т. Л. Шимановская, Н. С. Шиммель, И. Б. Шустова, Л. М. Эйдельс, Г. Юрмин, В. Я. Якобсон, Л. Л. Яхнин.
Третье
Авторы первого тома: В. А. Аденин, Л. А. Аксёнова, А. Д. Алёхин, Р. Д. Андроникашвили, С. А. Арутюнов, Ю. А. Айхенвальд, А. М. Барсук, Г. И. Белов, В. А. Благообразов, В. Г. Болтянский, А. В. Бугаков, Н. А. Виноградова, Г. Е. Ганейзер, Л. Я. Гальперштейн, С. М. Голицын, Т. С. Голубева, В. Л. Голубев, М. В. Гумилёвская, А. И. Гулыга, Г. Ч. Гусейнов, В. Е. Демидов, А. Б. Дитмар, Н. А. Длин, Ю. Д. Дмитриев, Л. Н. Добровольский, Н. А. Доброхотова-Майкова, Ю. А. Долматовский, А. А. Дорохов, Е. В. Дубровский, И. А. Евстратов, М. А. Заборов, Ф. Ю. Зигель, В. П. Иноземцева, Л. А. Кассиль, В. С. Киселёв, В. Л. Климовский, Н. В. Колосова, Н. Б. Коростелёв, В. И. Кузищин, О. В. Лапшина, Р. А. Левитан, Б. Н. Львов, В. П. Максаковский, В. Н. Максимов, В. А. Маркин, Я. Г. Машбиц, Н. Б. Медведева, Э. А. Микаэлян, Н. А. Надеждина, И. В. Нестьев, Л. В. Никонов, И. В. Образцов, Р. М. Озерская, А. С. Онегов, Н. В. Офитов, Н. И. Платонова, В. Н. Пластун, М. И. Поступальская, В. И. Попов, М. М. Принцкер, А. Л. Пухов, Л. Э. Разгон, В. Р. Раннев, Ф. Я. Ровинский, С. С. Рогов, А. Ю. Рудницкий, Ю. С. Русаков, Б. М. Сарнов, В. В. Сахаров, А. Б. Свирин, И. В. Седых, С. С. Смирнов, С. Л. Соболь, З. А. Соловьёва, Н. А. Соляник, В. Ф. Тарасов, Л. В. Тарасов, Ю. П. Тимофеев, Л. В. Успенский, С. И. Успенский, Л. Л. Фитуни, Н. С. Фолькович, О. А. Хавин, Т. Я. Черток, Л. А. Чульский, А. С. Шибанова, Н. С. Шиммель, Н. Ф. Шитиков, И. Б. Шустова, Ю. Г. Юрмин, В. Я. Якобсон.
Авторы второго тома: Г. В. Абрамян, Ю. А. Айхенвальд, И. Л. Андроников, А. В. Антипова, Ф. Н. Арский, С. А. Арутюнов, М. Е. Аспиз, Л. А. Багрова, Т. В. Барсегян, Е. И. Белев, Г. И. Белов, В. Г. Болтянский, Е. Б. Борисов, А. М. Бородовский, Б. И. Бродский, А. В. Бугаков, Н. В. Вершинский, А. В. Владимиров, А. А. Волков, А. М. Волков, Б. З. Вульф, Л. Я. Гальперштейн, С. А. Глушков, Е. И. Гульянц, М. В. Гумилёвская, Т. С. Голубева, В. В. Горбунов, В. Е. Демидов, А. Ф. Дёмин, Н. А. Длин, Ю. Д. Дмитриев, Ю. А. Долматовский, А. А. Дорохов, Н. Н. Дроздов, Ф. Ю. Зигель, Б. В. Зубков, Л. И. Иовлева, А. Н. Кабанов, Б. З. Канцельсон, З. И. Кирнозе, В. Б. Кобрин, А. В. Клементьев, М. Н. Ковалёва, Ю. В. Колесников, Н. Б. Коростелёв, Д. Н. Костинский, О. В. Лапшина, Л. Г. Ларионов, А. Д. Левин, Вл. А. Луков, К. П. Лукьянов, А. Р. Лурия, В. Н. Максимов, А. И. Маркушевич, В. Ф. Матвеев, В. А. Маркин, Я. Г. Машбиц, Н. А. Надеждина, В. Д. Новиков, Н. Ф. Новокшонов, С. В. Образцов, Р. М. Озерская, А. С. Онегов, Н. В. Офитов, Д. В. Панфилов, К. К. Платонов, О. А. Платонов, Н. И. Платонова, Р. Г. Подольный, В. Д. Пришвина, А. Л. Пухов, И. И. Пятнова, Л. Э. Разгон, Л. И. Романова, Б. М. Сарнов, А. П. Савин, А. М. Сахаров, А. Б. Свирин, Б. П. Супрунович, Е. А. Таратута, Д. Н. Трифонов, Л. В. Успенский, Е. М. Царёва, Л. А. Чульский, И. Б. Шустова, Н. Ф. Шитиков, Ю. Г. Юрмин.
Авторы третьего тома: В. А. Аденин, В. М. Акимов, М. И. Андреев, Л. А. Антропов, С. А. Арутюнов, Л. А. Багрова, Е. И. Белев, В. Н. Березина, В. Г. Болтянский, А. М. Бородовский, Б. И. Бродский, А. В. Бугаков, В. А. Ведюшкин, А. В. Владимиров, В. В. Горбунов, В. Б. Городецкий, Е. Ю. Гуськова, Г. Б. Давыдов, В. Е. Демидов, Ю. Д. Дмитриев, Н. Н. Дроздов, В. А. Дубровский, И. А. Евстратов, М. А. Заборов, Ф. Ю. Зигель, А. В. Иванов, И. И. Ивич, А. Н. Кабанов, А. И. Калошин, В. Г. Кисунько, Е. В. Клинкова, М. Н. Ковалёва, Ю. В. Колесников, В. А. Корнилов, Н. П. Кончаловская, Б. И. Краснобаев, Д. Н. Костинский, В. Н. Кудин, В. И. Кузищин, О. В. Лапшина, Л. Г. Ларионов, Р. А. Левитан, Вл. А. Луков, К. П. Лукьянов, С. А. Львов, Б. Н. Любимов, В. Н. Максимов, Н. А. Максимов, В. А. Маркин, В. Д. Новиков, Н. В. Офитов, Д. В. Панфилов, Н. И. Платонова, Н. М. Пожарицкая, И. И. Пятнова, Л. Э. Разгон, А. П. Савин, О. И. Сопоцинский, Л. В. Тарасов, Г. В. Таттар, Д. Н. Трифонов, Л. В. Успенский, Б. В. Фомин, Е. М. Царёва, Ю. К. Ценин, Т. Я. Черток, А. Н. Чирва, Л. А. Чульский, Е. Н. Швейковская, Т. Л. Шимановская, Н. Ф. Шитиков, А. Я. Шнеер.
Четвёртое
Редакционная коллегия: С. П. Алексеев, А. Г. Алексин, В. Г. Болтянский, Л. М. Жаркова, И. В. Колесникова, Вл. А. Луков, С. В. Михалков, И. В. Петрянов-Соколов, Л. Э. Разгон, В. С. Хелемендик, А. Н. Чирва, В. Л. Янин.
Авторы первого тома: В. А. Аденин, Ю. А. Айхенвальд, Л. А. Аксёнова, А. Д. Алёхин, Р. Д. Андроникашвили, Л. А. Антропов, С. А. Арутюнов, М. Е. Аспиз, П. С. Афанасьев, А. М. Барсук, Г. И. Белов, В. А. Благообразов, В. Г. Болтянский, А. В. Бугаков, В. А. Ведюшкин, А. Н. Виленкин, Н. А. Виноградова, Г. Е. Ганейзер, С. М. Голицын, В. Л. Голубев, Т. С. Голубева, В. В. Горбунов, М. В. Гумилёвская, А. И. Гулыга, Г. Ч. Гусейнов, В. Е. Демидов, А. Б. Дитмар, Н. А. Длин, Ю. Д. Дмитриев, Н. А. Доброхотова-Майкова, Ю. А. Долматовский, Е. В. Дубровский, И. А. Евстратов, М. А. Заборов, Ф. Ю. Зигель, В. П. Иноземцева, Л. А. Кассиль, В. С. Киселёв, В. Л. Климовский, Н. В. Колосова, Н. Б. Коростелёв, В. И. Кузищин, О. В. Лапшина, Р. А. Левитан, Вл. А. Луков, Б. Н. Львов, В. П. Максаковский, В. Н. Максимов, В. А. Маркин, Я. Г. Машбиц, Н. Б. Медведева, Э. А. Микаэлян, Н. А. Надеждина, И. В. Нестьев, Л. В. Никонов, И. В. Образцов, Р. М. Озерская, А. С. Онегов, Н. В. Офитов, Н. И. Платонова, В. Н. Пластун, Н. М. Пожарицкая, М. И. Поступальская, В. И. Попов, М. М. Принцкер, А. Л. Пухов, Л. Э. Разгон, В. Р. Раннев, Ф. Я. Ровинский, С. С. Рогов, А. Ю. Рудницкий, Ю. С. Русаков, Б. М. Сарнов, В. В. Сахаров, А. Б. Свирин, И. В. Седых, С. С. Смирнов, С. Л. Соболь, З. А. Соловьёва, Н. А. Соляник, С. С. Степанов, В. Ф. Тарасов, Л. В. Тарасов, Г. В. Таттар, Ю. П. Тимофеев, Л. В. Успенский, Л. Л. Фитуни, Н. С. Фолькович, О. А. Хавин, Т. Я. Черток, Л. А. Чульский, А. С. Шибанова, Н. С. Шиммель, Н. Ф. Шитиков, И. Б. Шустова, Ю. Г. Юрмин, В. Я. Якобсон.
Авторы второго тома: Г. В. Абрамян, В. А. Аденин, Ю. А. Айхенвальд, И. Л. Андроников, А. В. Антипова, Л. А. Антропов, Ф. Н. Арский, С. А. Арутюнов, М. Е. Аспиз, Л. А. Багрова, Т. В. Барсегян, Е. И. Белев, Г. И. Белов, В. Г. Болтянский, Е. Б. Борисов, А. М. Бородовский, Б. И. Бродский, А. В. Бугаков, Н. В. Вершинский, А. В. Владимиров, А. А. Волков, А. М. Волков, Б. З. Вульф, С. А. Глушков, Т. С. Голубева, В. В. Горбунов, Е. И. Гульянц, В. Е. Демидов, А. Ф. Дёмин, Н. А. Длин, Ю. Д. Дмитриев, Ю. А. Долматовский, Н. Н. Дроздов, Ф. Ю. Зигель, Б. В. Зубков, Л. И. Иовлева, А. Н. Кабанов, Б. З. Канцельсон, З. И. Кирнозе, В. Б. Кобрин, А. В. Клементьев, М. Н. Ковалёва, Ю. В. Колесников, Н. Б. Коростелёв, Д. Н. Костинский, О. В. Лапшина, Л. Г. Ларионов, А. Д. Левин, Вл. А. Луков, К. П. Лукьянов, А. Р. Лурия, В. Н. Максимов, А. И. Маркушевич, В. Ф. Матвеев, В. А. Маркин, Я. Г. Машбиц, Н. А. Надеждина, В. Д. Новиков, Н. Ф. Новокшонов, С. В. Образцов, Р. М. Озерская, А. С. Онегов, Н. В. Офитов, Д. В. Панфилов, К. К. Платонов, О. А. Платонов, Н. И. Платонова, Р. Г. Подольный, Н. М. Пожарицкая, В. Д. Пришвина, А. Л. Пухов, И. И. Пятнова, Л. Э. Разгон, Л. И. Романова, Б. М. Сарнов, А. П. Савин, А. М. Сахаров, А. Б. Свирин, С. С. Степанов, Б. П. Супрунович, Е. А. Таратута, Д. Н. Трифонов, Л. В. Успенский, Е. М. Царёва, Л. А. Чульский, И. Б. Шустова, Н. Ф. Шитиков, Ю. Г. Юрмин.
Авторы третьего тома: В. А. Аденин, В. М. Акимов, М. И. Андреев, Л. А. Антропова, С. А. Арутюнов, М. Е. Аспиз, Л. А. Багрова, Е. И. Белев, Г. И. Белов, В. Г. Болтянский, Е. Б. Борисов, А. М. Бородовский, Б. И. Бродский, А. В. Бугаков, А. В. Владимиров, В. В. Горбунов, В. Б. Городецкий, Е. Ю. Гуськова, Г. Б. Давыдов, В. Е. Демидов, Ю. Д. Дмитриев, Н. Н. Дроздов, В. А. Дубровский, И. А. Евстратов, М. А. Заборов, Ф. Ю. Зигель, А. В. Иванов, И. И. Ивич, А. Н. Кабанов, А. И. Калошин, В. Г. Кисунько, М. Н. Ковалёва, Ю. В. Колесников, П. Т. Коломиец, В. А. Корнилов, Н. П. Кончаловская, Б. И. Краснобаев, Д. Н. Костинский, В. Н. Кудин, В. И. Кузищин, О. В. Лапшина, Л. Г. Ларионов, Р. А. Левитан, Вл. А. Луков, К. П. Лукьянов, С. А. Львов, Б. Н. Любимов, В. Н. Максимов, Н. А. Максимов, В. А. Маркин, В. Д. Новиков, Н. В. Офитов, Д. В. Панфилов, Н. И. Платонова, Н. М. Пожарицкая, И. И. Пятнова, Л. Э. Разгон, А. П. Савин, О. И. Сопоцинский, Л. В. Тарасов, Г. В. Таттар, Д. Н. Трифонов, Л. В. Успенский, Б. В. Фомин, Е. М. Царёва, Ю. К. Ценин, Т. Я. Черток, А. Н. Чирва, Л. А. Чульский, Е. Н. Швейковская, Т. Л. Шимановская, Н. Ф. Шитиков, А. Я. Шнеер.

## Оценки
В 1976 году в журнале «Огонёк» журналист и писатель С. М. Власов отмечал, что очень сожалел, когда держал в руках первый том энциклопедии, что «наши с ней судьбы разошлись и она появилась на свет только теперь», поскольку сам, будучи когда-то ребёнком, хотел получить ответы на многие вопросы, но «надоедать взрослым своими бесконечными „почему?“ как-то стеснялся». Рассматривая саму книгу, он высказал мнение, что она подходит для детей, научившихся читать недавно, поскольку «они смогут найти в ней тысячу ответов на тысячу своих самых разнообразных вопросов». Касаясь вопроса о том, можно ли данное издание определить как энциклопедию, Власов указал, что с одной стороны можно, поскольку «она построена на тех же принципах: алфавитный порядок, лаконичность, широта тематики», но здесь же заметил, что «нет — потому что этой книге чужды энциклопедическая сухость и академизм». Однако он приходит к выводу о том, что «богатство человеческих знаний зависит в конце концов от того, как часто попадаются жемчужины — настоящие умные книги», к которым, как он полагает, «не грех причислить трёхтомник „Что такое. Кто такой“ (изд-во „Педагогика“)», и подытоживает, что «если эта книга встретится на пути человека, открывающего для себя мир, можно считать, что ему повезло и он стал на одну „жемчужину“ богаче».
В 1980 году педагог и психолог Ш. А. Амонашвили в своей книге «Исповедь отца сыну» вспоминал, что как-то обращался к «Что такое? Кто такой?», когда его сыну в школе одноклассница сказала, что существуют растения-хищники, а тот не поверил. Амонашвили отмечал, что он и его сын после окончания уроков посетили оказавшуюся поблизости детскую библиотеку и в третьем томе «с большим интересом прочли статью о растениях-хищниках, долго рассматривали цветные рисунки этих растений», убедивший, что девочка оказалась права.

В 1983 году в исследовании, опубликованном в сборнике научных трудов «Дифференцированное руководство чтением детей», указывалась следующая статистика востребованности справочного издания среди советских школьников: 
Из учащихся третьих-четвёртых классов к статьям трёхтомника «Что такое. Кто такой» о растениях, животных, о явлениях природы обратилось 58 %, о технике — 18 %, об истории — 16 %, об искусстве — 8 %.
В 1994 году журнал «Книжный бизнес» отмечал, что, хотя энциклопедия «Что такое? Кто такой?» продолжает оставаться крупным изданием, она никогда не заменит собой пятитомное энциклопедическое справочное издание «Всё обо всём».

В 2000 году психолог и журналист, кандидат психологических наук, доцент Московского городского психолого-педагогического университета А. Б. Фенько, будучи обозревателем еженедельника «Коммерсант-Власть» отмечала в статье в издании: 
Помимо букваря и других официальных учебников, в советские времена существовала всего одна познавательная книжка — трёхтомная энциклопедия «Что такое? Кто такой?». В ней бодреньким пионерским слогом рассказывалось про бегемотов и трактора, про планету Сатурн и коммуниста Эрнста Тельмана. 